# Diamant caraverd
El diamant caraverd (Erythrura viridifacies) és un ocell de la família dels estríldids (Estrildidae).

## Hàbitat i distribució
Habita les sabanes, bosc i bambú de les terres baixes al nord i centre de les Filipines, a Luzon i Negros.